# (400343) 2007 VJ2
(400343) 2007 VJ2 es un asteroide perteneciente al cinturón de asteroides descubierto el 2 de noviembre de 2007 por el equipo del Lincoln Near-Earth Asteroid Research desde el Laboratorio Lincoln, Socorro, Nuevo México, Estados Unidos.

## Designación y nombre
Designado provisionalmente como 2007 VJ2.

## Características orbitales
2007 VJ2 está situado a una distancia media del Sol de 2,622 ua, pudiendo alejarse hasta 3,228 ua y acercarse hasta 2,016 ua. Su excentricidad es 0,231 y la inclinación orbital 13,28 grados. Emplea 1551,23 días en completar una órbita alrededor del Sol.

## Características físicas
La magnitud absoluta de 2007 VJ2 es 16,5. 